# Tik Tok
"Tik Tok" (thường được viết cách điệu thành "TiK ToK") là một bài hát của nghệ sĩ thu âm người Mỹ Kesha nằm trong album phòng thu đầu tay của cô, Animal (2010). Nó được phát hành vào ngày 7 tháng 8 năm 2009 như là đĩa đơn đầu tiên trích từ album bởi RCA Records, đồng thời là đĩa đơn hát chính đầu tay trong sự nghiệp của Kesha. Bài hát được đồng viết lời bởi Kesha với những nhà sản xuất của nó Dr. Luke và Benny Blanco. Đây là một bản electropop và dance-pop với nội dung mang thông điệp về sự vô tư và đề cập đến việc đừng để bất cứ điều gì ngăn cản bạn và khiến bạn chùn bước, trong đó Kesha sử dụng phong cách rap/hát xuyên suốt bài hát cũng như việc kết hợp hiệu ứng biến đổi giọng hát Auto-Tune. Dòng mở đầu của "Tik Tok" đến từ một trải nghiệm của nữ ca sĩ sau khi tỉnh dậy từ một bữa tiệc và được bao quanh bởi những cô gái đẹp, đồng thời khiến cô tưởng tượng đến Diddy trong một hoàn cảnh tương tự. Những trải nghiệm từ quá trình viết lời bài hát đã được Kesha giới thiệu đến nhà sản xuất của cô Dr. Luke, người sau đó đã được Diddy chủ động liên lạc với hy vọng hợp tác và nam rapper đã đến phòng thu trong cùng ngày để thu âm phần giọng nền của mình.
Sau khi phát hành, "Tik Tok" nhận được những phản ứng đa phần là tích cực từ các nhà phê bình âm nhạc, trong đó họ đánh giá cao giai điệu bắt tai cũng như quá trình sản xuất của nó, mặc dù cũng vấp phải nhiều ý kiến chỉ trích xung quanh nội dung lời bài hát bên cạnh việc so sánh với một số tác phẩm của Lady Gaga, Uffie, và Fergie. Tuy nhiên, nó đã gặt hái những thành công ngoài sức tưởng tượng về mặt thương mại, đứng đầu các bảng xếp hạng ở Úc, Áo, Canada, Pháp, Đức, New Zealand, Na Uy và Thụy Sĩ, và lọt vào top 10 ở tất cả những thị trường nó xuất hiện, bao gồm vươn đến top 5 ở nhiều thị trường lớn như Bỉ, Đan Mạch, Phần Lan, Ireland, Ý, Nhật Bản, Tây Ban Nha, Thụy Điển và Vương quốc Anh. Tại Hoa Kỳ, "Tik Tok" đạt vị trí số một trên bảng xếp hạng Billboard Hot 100 trong chín tuần liên tiếp, trở thành đĩa đơn quán quân đầu tiên của Kesha cũng như của thập niên 2010, đồng thời phá vỡ kỷ lục lúc bấy giờ về doanh số tải nhạc trong một tuần của nghệ sĩ nữ và đã bán được hơn 6.9 triệu bản tại đây. Tính đến nay, nó đã bán được hơn 16.5 triệu bản trên toàn cầu, trở thành đĩa đơn bán chạy nhất năm 2010 cũng như là một trong những đĩa đơn bán chạy nhất mọi thời đại.
Video ca nhạc cho "Tik Tok" được đạo diễn bởi Syndrome, trong đó Kesha bước ra từ căn nhà của một người lạ sau một đêm tiệc tùng và dạo phố với một người đàn ông (do Simon Rex thủ vai), trước khi tiếp tục tham gia vào một bữa tiệc vào buổi tối. Nó đã nhận được nhiều lượt phát sóng liên tục trên những kênh truyền hình âm nhạc như MTV và VH1, cũng như gặt hái ba đề cử tại giải Video âm nhạc của MTV năm 2010 cho Video xuất sắc nhất của nữ ca sĩ, Video Pop xuất sắc nhất và Nghệ sĩ mới xuất sắc nhất. Để quảng bá bài hát, nữ ca sĩ đã trình diễn "Tik Tok" trên nhiều chương trình truyền hình và lễ trao giải lớn, bao gồm The Ellen DeGeneres Show, Late Night with Jimmy Fallon, Saturday Night Live, Today, giải thưởng Video MuchMusic năm 2010 và giải Âm nhạc châu Âu của MTV năm 2010, cũng như trong nhiều chuyến lưu diễn của cô. Được ghi nhận là bài hát trứ danh trong sự nghiệp của Kesha, bài hát đã được hát lại và sử dụng làm nhạc mẫu bởi nhiều nghệ sĩ, như "Weird Al" Yankovic, Avril Lavigne, Ariana Grande và dàn diễn viên của Glee, cũng như xuất hiện trong nhiều tác phẩm điện ảnh và truyền hình, bao gồm 90210, The Big Bang Theory, Gossip Girl, Percy Jackson & the Olympians: The Lightning Thief và The Simpsons.

## Viết nhạc và cảm hứng

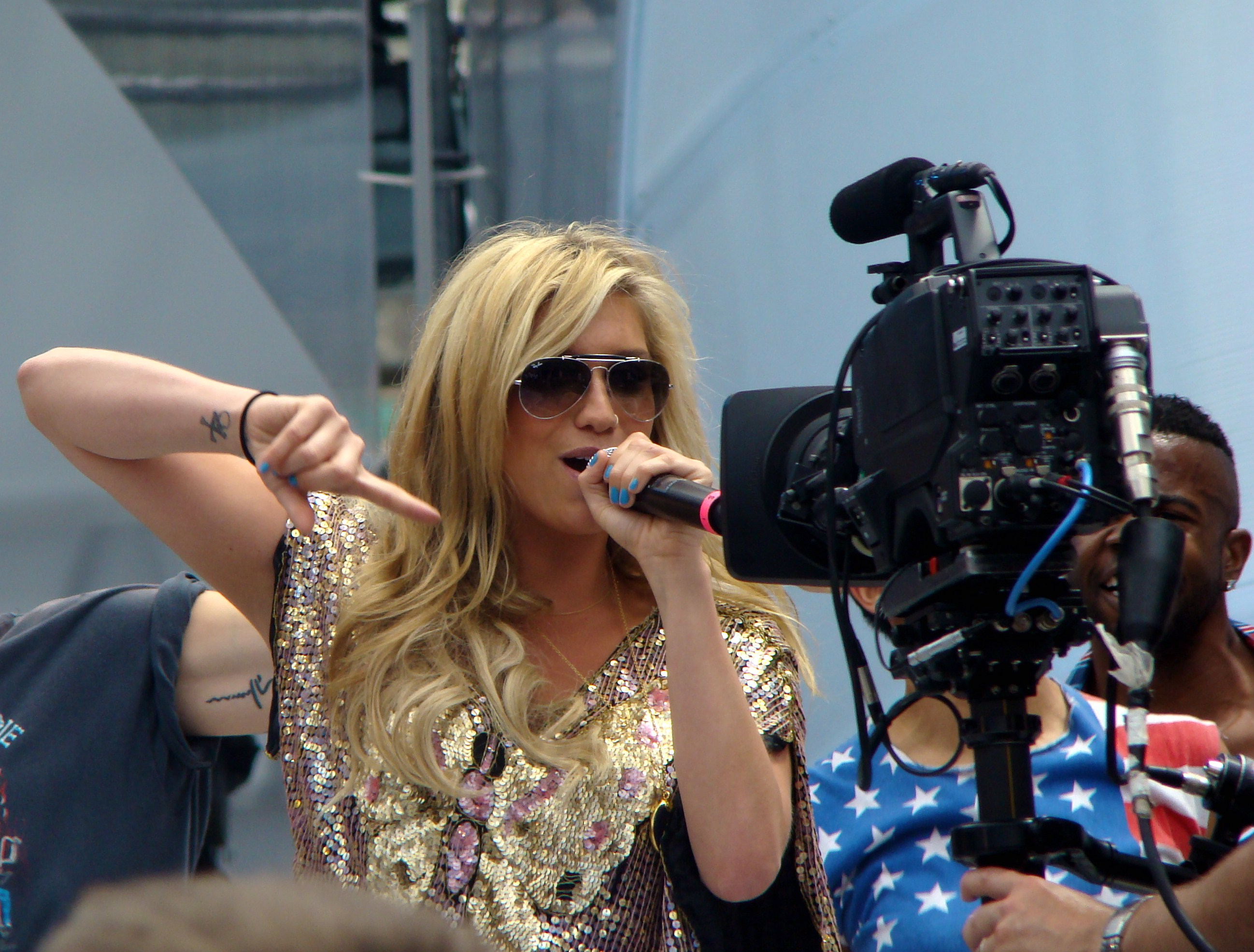
Kesha tập dợt cho màn trình diễn ở giải thưởng Video MuchMusic năm 2010.

"Tik Tok" được viết lời bởi Kesha, Dr. Luke và Benny Blanco và đồng sản xuất bởi Luke và Blanco. Mở đầu bài hát, Kesha đùa giỡn và rap trên nền nhạc. Tại một điểm nào đó, Kesha muốn viết lại lời bài hát vì cô nghĩ nó không rõ ràng hay vui chút nào.
Kesha nói rằng cảm hứng đằng sau bài hát xuất hiện từ một lần về nhà trong tình trạng say rượu và mệt mỏi sau một đêm tiệc tùng. Kesha đã viết một vài dòng cho bài hát, và sáng hôm sau, cô thức dậy với câu chuyện chuẩn bị được kể. Dòng mở đầu của bài hát được viết trong một trải nghiệm của Kesha khi cô thức dậy vào một buổi sáng và đã được bao vây bởi rất nhiều "phụ nữ đẹp", làm cô tưởng tượng tới Diddy trong cùng hoàn cảnh giống cô. Kesha đánh giá ý nghĩa của bài hát trong một cuộc phỏng vấn, và nói rằng đó chính là cuộc sống thật sự của cô:

Chúng tôi [Kesha và bạn của cô] rất trẻ trung và bần cùng, nhưng nó chẳng quan trọng gì. Chúng tôi có thể tìm quần áo trên lề đường và đi chơi và trông thật tuyệt vời. Nếu chúng tôi không có xe nhưng nó cũng không ngăn cản được chúng tôi đâu, chúng tôi sẽ bắt xe buýt. Nếu chúng tôi không đủ tiền để mua rượu, chúng tôi sẽ đem theo chai rượu riêng trong túi. Bài hát muốn nói rằng, đừng để thứ gì ngăn cản bạn.

## Video ca nhạc
Video ca nhạc cho "Tik Tok" được đạo diễn bởi Sydrome, và được ghi hình tại nhà hàng xóm cũ của Kesha và chiếc xe xuất hiện trong video là của cô. Nó bắt đầu với cảnh Kesha thức dậy trong một buồng tắm của một ngôi nhà và tìm bàn chải trong nhà vệ sinh. Cô bước xuống lầu, nhìn các bức ảnh được treo trên tường. Sau đó cô vào nhà bếp, bước vào trong khi một gia đình đang ăn bữa sáng và làm họ giật mình. Cô nhún vai và rời khỏi ngôi nhà trong khi gia đình đó cũng đứng dậy và đuổi theo cô. Khi cô đi tới lề đường, cô lấy một chiếc xe đạp vàng được dựng bên hàng rào và lái nó. Kesha gặp một nhóm trẻ em đang vui chơi nơi cô đổi xe đạp để lấy chiếc máy nghe nhạc của họ. Sau đó, video chuyển qua cảnh cô từ chối một chàng trai và được đưa đi với một người đàn ông do Simon Rex đóng vai, là người chở cô trên chiếc 1978 Trans Am. Họ bị cảnh sát chặn và Kesha bị còng tay lại. Trong cảnh tiếp theo, Kesha đứng hát trên chiếc xe cùng với một cổ tay đeo còng. Sau đó, video chuyển tới cảnh cô đang ở trong một căn phòng trống đầy kim tuyến lấp lánh. Rồi cô tham gia vào một bữa tiệc cùng với Simon Rex ở phần sau của cô. Video kết thúc với cảnh Kesha nằm trong buồng tắm khác với cái mà cô thức dậy ở đầu video. Bữa tiệc cuối video được quay tại nhà của một người bạn, họ gọi là "The Drunk Tank".

## Quảng bá
Để quảng bá cho "Tik Tok", Kesha đã xuất hiện trên truyền hình và trình diễn trên khắp thế giới. Màn trình diễn đầu tiên được chiếu trên truyền hình là trên MTV Push, một chương trình của MTV toàn cầu. Cô trình diễn "Tik Tok" tại giải thưởng âm nhạc ECHO ở Đức và trên "MuchOnDemand" ở Canada. Cô cũng trình diễn nó tại BBC Radio 1's Big Weekend bên cạnh "Blah Blah Blah", "Take It Off", "Your Love Is My Drug" và "Dirty Picture".. Vào tháng 5 năm 2010, Kesha trình diễn "Tik Tok" với "Your Love Is My Drug" tại Giải thưởng Âm nhạc MTV Nhật Bản năm 2010.
"Tik Tok" được sử dụng để quảng bá phần thứ sáu của Project Runway và xuất hiện trên Melrose Place. Bài hát cũng xuất hiện trong The Hills, Percy Jackson & the Olympians: The Lightning Thief, The Bounty Hunter. Kesha cũng đã xuất hiện trên nhiều chương trình như It's On with Alexa Chung, The Wendy Williams Show, Lopez Tonight, Late Night with Jimmy Fallon, The Tonight Show with Conan O'Brien và The Ellen DeGeneres Show để trình diễn bài hát. Bài hát cũng được trình diễn trên Saturday Night Live vào ngày 17 tháng 4 năm 2010. Vào 13 tháng 8 năm 2010, Kesha trình diễn "Tik Tok" trên Today. "Tik Tok" cũng được sử dụng trong cuộc thi Miss USA 2010.. Vào ngày 7 tháng 11 năm 2010, Kesha trình diễn bài hát trên giải Âm nhạc châu Âu của MTV năm 2010.

## Danh sách bài hát
| - Đĩa CD tại Hoa Kỳ 1. "Tik Tok" – 3:20 - Đĩa CD tại Đức/Anh quốc 1. "Tik Tok" – 3:20 2. "Tik Tok" (Tom Neville's Crunk & Med phối) – 6:53 | - EP tại Anh quốc 1. "Tik Tok" – 3:20 2. "Tik Tok" (Fred Falke Club phối lại) – 6:42 3. "Tik Tok" (Chuck Buckett's Verucca Salt phối lại) – 4:55 4. "Tik Tok" (Tom Neville's Crunk & Med phối) – 6:53 5. "Tik Tok" (Untold phối lại) – 5:01 |

## Thành phần thực hiện
Thành phần thực hiện được trích từ ghi chú của Animals, RCA Records.
Thu âm và phối khí
- Thu âm tại Conway Recording Studios, Los Angeles, California.
- Phối khí tại MixStar Studios ở Virginia Beach, Virginia.

Thành phần
- Viết lời - Kesha, Lukasz Gottwald, Benjamin Levin
- Sản xuất, thu âm, nhạc cụ và lập trình - Dr. Luke, Benny Blanco
- Giọng nền - Diddy
- Phối khí - Serban Ghenea
- Kỹ sư âm thanh - Emily Wright, Sam Holland
- Hiệu chỉnh giọng hát - Emily Wright
- Kỹ sư phối khí - John Harnes
- Hỗ trợ kỹ sư phối khí - Tim Roberts

## Xếp hạng
| Bảng xếp hạng (2009-10)               | Vị trí cao nhất |
| ------------------------------------- | --------------- |
| Úc (ARIA)                             | 1               |
| Áo (Ö3 Austria Top 40)                | 1               |
| Bỉ (Ultratop 50 Flanders)             | 4               |
| Bỉ (Ultratop 50 Wallonia)             | 1               |
| Brazil (ABPD)                         | 1               |
| Canada (Canadian Hot 100)             | 1               |
| Cộng hòa Séc (Rádio Top 100)          | 2               |
| Đan Mạch (Tracklisten)                | 3               |
| Châu Âu (European Hot 100 Singles)    | 1               |
| Phần Lan (Suomen virallinen lista)    | 2               |
| Pháp (SNEP)                           | 1               |
| Đức (Official German Charts)          | 1               |
| Hungary (Rádiós Top 40)               | 2               |
| Hungary (Dance Top 40)                | 4               |
| Ireland (IRMA)                        | 3               |
| Israel (Media Forest)                 | 1               |
| Ý (FIMI)                              | 2               |
| Nhật Bản (Japan Hot 100)              | 3               |
| Hà Lan (Dutch Top 40)                 | 2               |
| Hà Lan (Single Top 100)               | 6               |
| New Zealand (Recorded Music NZ)       | 1               |
| Na Uy (VG-lista)                      | 1               |
| Ba Lan (Airplay Chart)                | 5               |
| Bồ Đào Nha (Billboard)                | 9               |
| Rumani (Romanian Top 100)             | 6               |
| Scotland (OCC)                        | 4               |
| Slovakia (Rádio Top 100)              | 2               |
| Tây Ban Nha (PROMUSICAE)              | 5               |
| Hàn Quốc (Gaon International Singles) | 1               |
| Thụy Điển (Sverigetopplistan)         | 3               |
| Thụy Sĩ (Schweizer Hitparade)         | 1               |
| Anh Quốc (OCC)                        | 4               |
| Hoa Kỳ Billboard Hot 100              | 1               |
| Hoa Kỳ Adult Pop Airplay (Billboard)  | 14              |
| Hoa Kỳ Dance Club Songs (Billboard)   | 11              |
| Hoa Kỳ Pop Airplay (Billboard)        | 1               |
| Hoa Kỳ Rhythmic (Billboard)           | 2               |

| Bảng xếp hạng (2000-09)   | Vị trí |
| ------------------------- | ------ |
| Australia (ARIA)          | 42     |
| Bảng xếp hạng (2010–2019) | Vị trí |
| US Billboard Hot 100      | 24     |

| Bảng xếp hạng                | Vị trí |
| ---------------------------- | ------ |
| US Billboard Hot 100         | 61     |
| US Billboard Hot 100 (Women) | 18     |
| US Pop Songs (Billboard)     | 13     |

| Bảng xếp hạng (2009)                     | Vị trí |
| ---------------------------------------- | ------ |
| Australia (ARIA)                         | 9      |
| Australia Dance (ARIA)                   | 3      |
| Belgium (Ultratop 40 Wallonia)           | 41     |
| Canada (Canadian Hot 100)                | 76     |
| Netherlands (Dutch Top 40)               | 48     |
| Netherlands (Single Top 100)             | 90     |
| New Zealand (Recorded Music NZ)          | 4      |
| Norway (VG-lista)                        | 17     |
| Sweden (Sverigetopplistan)               | 60     |
| UK Singles (Official Charts Company)     | 45     |
| Bảng xếp hạng (2010)                     | Vị trí |
| Australia (ARIA)                         | 12     |
| Australia Dance (ARIA)                   | 1      |
| Austria (Ö3 Austria Top 75)              | 3      |
| Belgium (Ultratop 50 Flanders)           | 21     |
| Belgium (Ultratop 40 Wallonia)           | 3      |
| Canada (Canadian Hot 100)                | 2      |
| Denmark (Tracklisten)                    | 45     |
| Europe (European Hot 100 Singles)        | 2      |
| Finland (Suomen virallinen lista)        | 5      |
| France (SNEP)                            | 9      |
| Germany (Official German Charts)         | 10     |
| Hungary (Rádiós Top 40)                  | 7      |
| Hungary (Dance Top 40)                   | 23     |
| Italy (FIMI)                             | 3      |
| Japan (Japan Hot 100)                    | 21     |
| Netherlands (Dutch Top 40)               | 32     |
| Netherlands (Single Top 100)             | 99     |
| New Zealand (Recorded Music NZ)          | 46     |
| Romania (Romanian Top 100)               | 58     |
| South Korea (Gaon International Singles) | 3      |
| Spain (PROMUSICAE)                       | 13     |
| Sweden (Sverigetopplistan)               | 62     |
| Switzerland (Schweizer Hitparade)        | 6      |
| UK Singles (Official Charts Company)     | 69     |
| US Billboard Hot 100                     | 1      |
| US Adult Top 40 (Billboard)              | 42     |
| US Pop Songs (Billboard)                 | 1      |
| US Rhythmic (Billboard)                  | 9      |
| Worldwide (IPFI)                         | 1      |
| Bảng xếp hạng (2011)                     | Vị trí |
| Australia Dance (ARIA)                   | 48     |
| South Korea (Gaon International Singles) | 112    |
| Bảng xếp hạng (2012)                     | Vị trí |
| South Korea (Gaon International Singles) | 41     |
| Bảng xếp hạng (2013)                     | Vị trí |
| South Korea (Gaon International Singles) | 70     |

## Chứng nhận
| Quốc gia                                                                           | Chứng nhận  | Số đơn vị/doanh số chứng nhận |
| ---------------------------------------------------------------------------------- | ----------- | ----------------------------- |
| Úc (ARIA)                                                                          | 8× Bạch kim | 560.000‡                      |
| Áo (IFPI Áo)                                                                       | Bạch kim    | 30.000*                       |
| Bỉ (BEA)                                                                           | Bạch kim    | 30.000*                       |
| Canada (Music Canada) Nhạc số                                                      | 7× Bạch kim | 0*                            |
| Canada (Music Canada) Nhạc chuông                                                  | Bạch kim    | 10.000^                       |
| Đan Mạch (IFPI Đan Mạch)                                                           | Bạch kim    | 30.000^                       |
| Phần Lan (Musiikkituottajat)                                                       | Vàng        | 5,910                         |
| Pháp (SNEP)                                                                        | Vàng        | 150.000*                      |
| Đức (BVMI)                                                                         | 3× Vàng     | 750.000^                      |
| Ý (FIMI)                                                                           | 2× Bạch kim | 60.000*                       |
| Nhật Bản (RIAJ)                                                                    | Bạch kim    | 250.000^                      |
| México (AMPROFON)                                                                  | Bạch kim    | 60.000*                       |
| New Zealand (RMNZ)                                                                 | 2× Bạch kim | 30.000*                       |
| Hàn Quốc (Gaon Chart)                                                              | None        | 2,512,000                     |
| Tây Ban Nha (PROMUSICAE)                                                           | 2× Bạch kim | 80.000*                       |
| Thụy Điển (GLF)                                                                    | Bạch kim    | 20.000‡                       |
| Thụy Sĩ (IFPI)                                                                     | Bạch kim    | 30.000^                       |
| Anh Quốc (BPI)                                                                     | Bạch kim    | 1,050,000                     |
| Hoa Kỳ (RIAA)                                                                      | 8× Bạch kim | 8.000.000‡                    |
| * Chứng nhận dựa theo doanh số tiêu thụ. ^ Chứng nhận dựa theo doanh số nhập hàng. |             |                               |

## Lịch sử phát hành
| Quốc gia       | Ngày                 | Định dạng       |
| -------------- | -------------------- | --------------- |
| Úc             | 7 tháng 8 năm 2009   | Tải kỹ thuật số |
| Canada         | 7 tháng 8 năm 2009   | Tải kỹ thuật số |
| Mexico         | 7 tháng 8 năm 2009   | Tải kỹ thuật số |
| New Zealand    | 7 tháng 8 năm 2009   | Tải kỹ thuật số |
| Na Uy          | 7 tháng 8 năm 2009   | Tải kỹ thuật số |
| Thụy Điển      | 7 tháng 8 năm 2009   | Tải kỹ thuật số |
| Hoa Kỳ         | 25 tháng 8 năm 2009  | Tải kỹ thuật số |
| Vương quốc Anh | 27 tháng 8 năm 2009  | Tải kỹ thuật số |
| Ý              | 29 tháng 11 năm 2009 | Tải kỹ thuật số |
| Bỉ             | 8 tháng 1 năm 2010   | Tải kỹ thuật số |
| Đức            | 8 tháng 1 năm 2010   | Tải kỹ thuật số |